# Topolnica (Makedonszki Brod)
Topolnica (macedónul: Тополница) település Észak-Macedóniában, a Délnyugati körzet Makedonszki Brod-i járásában.

## Népesség
| Lakosok száma | 303  | 315  | 253  | 180  | 106  | 71   | 63   | 36   | 25   |
|               | 1948 | 1953 | 1961 | 1971 | 1981 | 1991 | 1994 | 2002 | 2021 |

2002-ben 36 lakosa volt, akik közül 33 macedón és 3 szerb.